# قصر جانكايا
قَصْرُ جَنْقَيَا (بالتركية: ݘنقيا كُشكُ/Çankaya Köşkü) هو المقر الرسمي لنائب رئيس تركيا والمقر الرسمي السابق لرئيس تركيا من عام 1923 إلى عام 2014.
في الأصل، كان القصر مملوكًا لعائلة أرمينية، الذين فقدوا حيازته خلال الإبادة الجماعية للأرمن. يقع القصر في منطقة جنقيا في أنقرة، والتي سميت باسم القصر. يعد حرم جنقيا موطنًا للعديد من المباني، بما في ذلك القصر ويمتد على مساحة تزيد عن 195 هكتارًا (480 فدانًا) من الأرض مع مكانته الفريدة في تاريخ الجمهورية التركية.
منذ الانتقال إلى النظام الرئاسي اعتبارًا من عام 2017 فصاعدًا، كان قصر جنقيا بمثابة المقر الرسمي لنائب رئيس تركيا.